# Jack Wild
Jack Wild, född 30 september 1952 i Royton i Lancashire, död 1 mars 2006 i Tebworth i Bedfordshire, var en brittisk skådespelare.
Han upptäcktes redan som 11-åring, när han spelade fotboll i en park. Han fick gå på teaterskola och i mitten på 1960-talet fick han rollen som Artful Dodger i musikalen Oliver!, som blev en stor succé i Londons West End. Musikalen byggde på Charles Dickens roman Oliver Twist, och Wild passade perfekt in på rollen som Artful Dodger enligt Dickens beskrivning - en smutsig, trubbnäst pojke.
Som 16-åring upprepade han sin succéroll i Carol Reeds filmversion, Oliver! (1968) och nominerades för en Oscar för bästa manliga biroll. Han var miljonär när han var 18 år och en stor tonårsidol.
År 1971 medverkade han i filmen "Melody" som upptågsmakaren Ornshaw. I filmen spelade han mot Mark Lester, som spelade Oliver Twist i musikalen 1968.
Han medverkade sedan i en del filmer och TV-serier, men hemföll åt alkoholmissbruk. Han lyckades dock ta sig "på fötter" i slutet av 1980-talet och framträdde sedan en hel del på scen genom åren.
Wild avled i muncancer, Han drabbades av sjukdomen år 2000 och den berodde till stor del just på hans alkoholmissbruk. Han fick bortopererat såväl talorgan som tunga, och kunde varken prata, äta eller dricka. Han kämpade dock på och genom sin fru varnade han dagens ungdomsidoler för att hemfalla åt spriten.

## Fotnoter
1. 1 2  Find a Grave, Find A Grave-ID: 13499963, läs online, läst: 9 oktober 2017.[källa från Wikidata]
2. 1 2  filmportal.de, Filmportal-ID: a153df755a514505a897f184be165f6f, läst: 9 oktober 2017.[källa från Wikidata]
3. ↑  Internet Movie Database, IMDb-ID: tt0102798co0047972, läst: 29 juli 2019.[källa från Wikidata]